# Not (Magazin)
not ist ein deutschsprachiges medizinisches Magazin, das seit 1992 im Verlag hw-studio weber erscheint.
Das Magazin berichtet alle zwei Monate über Themen aus den Bereichen Schädel-Hirnverletzungen, Schlaganfall-Patienten sowie über Menschen mit anderen erworbenen Hirnschäden. Die Erstveröffentlichung 1992 erfolgte als offizielles Organ verschiedener Verbände von Patienten mit Hirn- und Schädelverletzungen. Bezieher sind zu rund 50 % Patienten und Angehörige sowie Kliniken und medizinisches Fachpersonal.